# William Brown
William Brown, conhecido na Argentina como Guillermo Brown (Foxford, 22 de junho de 1777 – Buenos Aires, 3 de março de 1857) foi o primeiro almirante da Armada Argentina.
De familia profundamente católica, quando criança foi levado por seu pai para os Estados Unidos. Ao entrar na adolescência, ficou órfão, pelo que entrou como grumete em barco norte-americano. Navegou por dez anos pelo Atlântico, sendo capturado por ingleses e franceses em 1796. Regressou para a Inglaterra, onde entrou para a Marinha.
Chegou, em 18 de abril de 1810,  com a fragata "Jane", de sua propriedade, a Buenos Aires como comerciante. Permaneceu dois meses, sendo testemunha da Revolução de Maio. Estabeleceu-se como comerciante em Montevidéu.
Ao começar a Guerra de Independência da Argentina, barcos espanhóis destruíram a escuna com que comerciava entre Montevidéu e Buenos Aires, além de vários outros barcos que atuavam na costa do Rio da Prata. Isso fez com que a Argentina criasse uma frota para proteger seu comércio, com Brown sendo comissionado tenente-coronel a serviço da Marinha e nomeado comandante-em-chefe da frota argentina.
Envolveu-se sucessivamente na Guerra da Cisplatina e nas Guerras civis argentinas.